# Vicent Juan Guasch
Vicent Juan Guasch (Sant Carles de Peralta, a Santa Eulària des Riu, 1929) és un empresari eivissenc. El 1957 fundà la delegació a Eivissa de l'agència de viatges francesa Fram-Inter, pionera del turisme europeu a les Pitiüses. El 1964 fundà l'empresa Viajes Ibiza, el 1967 Ibizatours i més tard de VISA Hoteles. Fou director del diari El Ibicenco i un dels reactivadors de Foment del Turisme d'Eivissa el 1965.
Se'l considera un dels principals promotors de la indústria turística a l'illa d'Eivissa, raó per la qual el 1989 fou guardonat amb la Medalla d'Or de la Comunitat Autònoma de les Illes Balears.